# La traviesa Elizabeth
La traviesa Elizabeth (título original: The Naughtiest Girl) es una colección de libros de literatura infantil y juvenil, escritos por la autora inglesa Enid Blyton en las décadas de los años cuarenta y cincuenta.

## Historia
La protagonista, Elizabeth Allen, es al principio una niña mimada y terrible que gasta todo tipo de bromas pesadas e incluso hace huir a su institutriz. Por imperativo materno, se ve obligada a asistir a Whyteleafe, un colegio interno. Elizabeth está dispuesta a portarse mal para que la expulsen, pero en mitad del curso se da cuenta de lo sola que está y comienza a desarrollar otra actitud.

## Características del colegio
Al contrario que en las otras sagas de internados de Enid Blyton, Torres de Malory y Santa Clara, el internado Whyteleafe es un colegio mixto, donde chicos y chicas comparten las mismas clases. Además, su sistema permite a los alumnos cierto grado de autogobierno. Ellos nombran a sus propios monitores y cada semana asisten a juntas en las que se debaten asuntos de interés. El dinero que reciben ingresa en un fondo común y se distribuye equitativamente entre todos.

## Títulos
- La revoltosa del colegio (The Naughtiest Girl in the School) (1940)
- La traviesa Elizabeth (The Naughtiest Girl Again) (1942)
- Un premio para Elizabeth (The Naughtiest Girl is a Monitor) (1945)

En Inglaterra, y modernamente en España por RBA, se publicó además una novela corta como cuarto volumen de la colección:
- Here's the Naughtiest Girl! (1952) ('La niña más rebelde y el chico nuevo', RBA)

En los años noventa, la autora Anne Digby (ya especialista en historias de internados gracias a su deliciosa saga Trebizón) escribió otros seis libros como continuación de la serie, bastante logrados aunque no tanto como la trilogía original:
- The Naughtiest Girl Keeps a Secret (1999) ('La niña más rebelde guarda un secreto', RBA)
- The Naughtiest Girl Helps a Friend (1999) ('La niña más rebelde ayuda a una amiga', RBA)
- The Naughtiest Girl Saves the Day (2000)
- Well Done, the Naughtiest Girl! (2000)
- The Naughtiest Girl Wants to Win (2001)
- The Naughtiest Girl Marches On (2001)

- Datos: Q5668949